# Primera Hora (Venezuela)
Primera Hora fue un diario gratuito venezolano que circulaba de lunes a viernes únicamente en el área metropolitana  de Caracas. Pertenecía a C. A. Editora El Nacional.

## Historia
Fue lanzado el 29 de junio de 2005. Su formato era tabloide, y contaba con 16 páginas donde se desarrollaba las secciones de actualidad, mundo, país, ciudad, ciencia y salud, deportes, entretenimiento, tecnología, gente y cartelera. Su directora fue la periodista Alba Sánchez. El diario no tenía línea editorial específica, ni publicaba editoriales o artículos de opinión. Los artículos eran de redacción simple, claros y precisos, lo que los hacían fáciles de ser entendidos por aquellos usuarios no acostumbrados a la lectura de diarios tradicionales.
El 5 de marzo de 2014 el periódico dejó de salir debido a la falta de papel.